# Тёрнера вязолистная
Тёрнера вязолистная, Тёрнера ильмолистная, или Ло́жная дамиа́на (лат. Turnera ulmifolia), — кустарничек; вид рода Тёрнера семейства Страстоцветные.

## Распространение
Распространён в Мексике, а также на Карибских островах. Часто встречается растущим как сорняк, вдоль дорог.

## Ботаническая описание

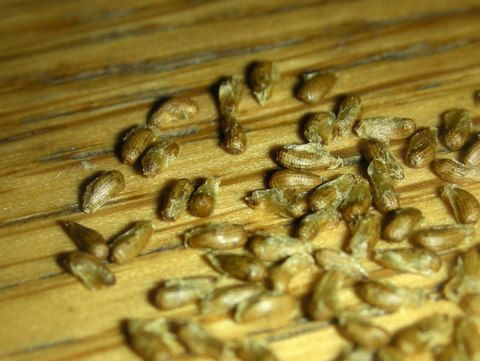
Семена тёрнеры вязоолистной

Прямостоячее растение.
Листья тёмно-зелёные зубчатые.
Цветки мелкие жёлто-оранжевые.

## Биологическая активность
В результате исследований в начале XXI века было выявлено, что Тёрнера вязолистная усиливает антибиотическую активность против метициллин-устойчивого золотистого стафилококка (МРЗС).